# Uniunea Salvați România
Uniunea Salvați România (USR; deutsch "Rettet Rumänien"-Verein) ist eine liberale politische Partei in Rumänien. Sie verortet sich Mitte-rechts, ihr wichtigstes Thema ist die Bekämpfung der Korruption. Die Partei gehört der Allianz der Liberalen und Demokraten für Europa (ALDE) an.

## Geschichte

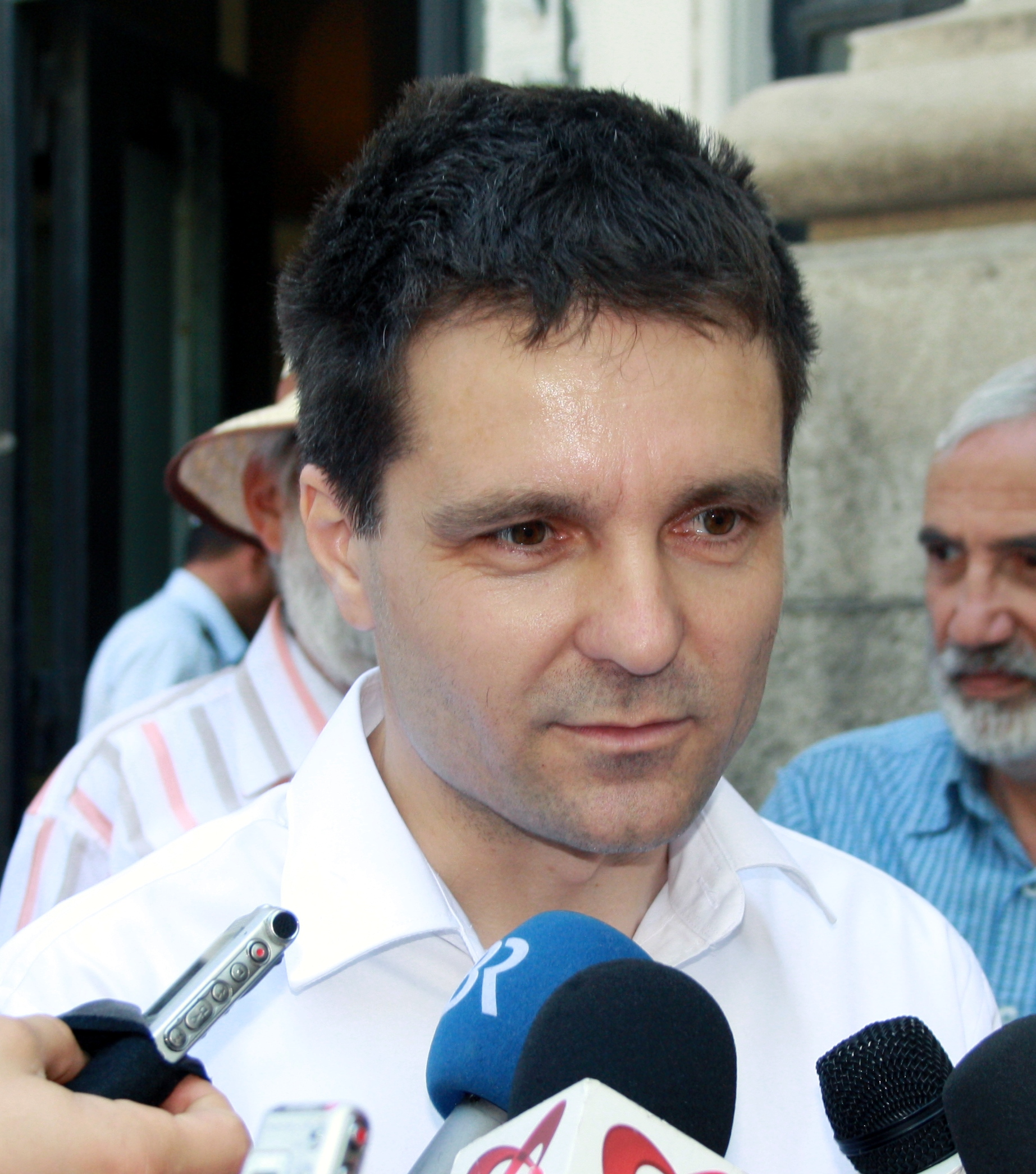
Nicușor Dan (Vorsitzender 2016–2017)

Vorläufer der USR war der nur regional aktive bürgerschaftliche Verein „Rettet Bukarest“ (Asociația „Salvați Bucureștiul“). Dieser setzte sich seit seiner Gründung 2006 gegen den Abriss denkmalgeschützter Häuser und den Bau von Hochhäusern in historischen Vierteln der Hauptstadt Bukarest ein sowie für den Erhalt von Grünflächen. Unter der Führung des Mathematikprofessors Nicușor Dan führte er eine Reihe von verwaltungsgerichtlichen Verfahren gegen Bauvorhaben, die die Stadtverwaltung unter dem Oberbürgermeister Sorin Oprescu genehmigt hatte. 
Oprescu (* 1951) war vom 19. Juni 2008 bis zum 15. September 2015 Bürgermeister. Nicușor Dan kandidierte zur Bukarester Kommunalwahl 2012 für das Amt des Oberbürgermeisters und erhielt 8,5 % der Stimmen.
Da die Bedingungen zur Wahlteilnahme für Parteien leichter sind als für Vereine, gründete die Initiative 2015 die Uniunea Salvați Bucureștiul (USB; „Union Rettet Bukarest“). Bei der Kommunalwahl 2016 trat Dan erneut als Oberbürgermeisterkandidat an und kam diesmal mit 30,5 % auf den zweiten Platz. Die USB war anschließend mit 15 der 55 Sitze zweitstärkste Kraft im Stadtrat von Bukarest.

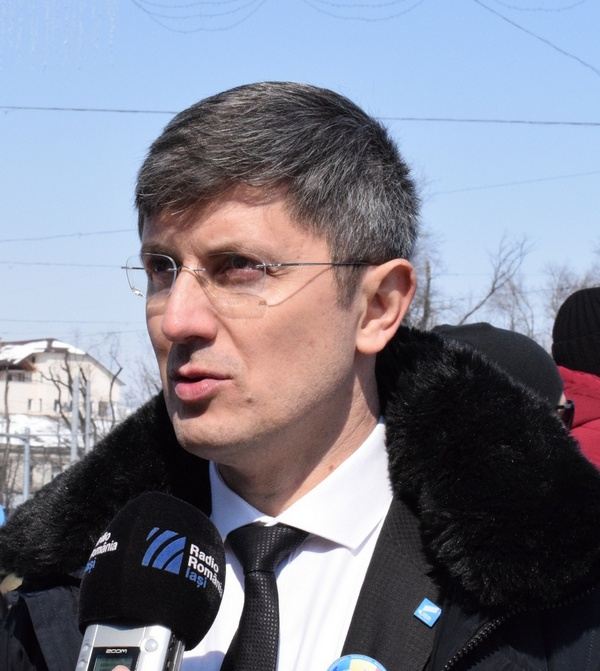
Dan Barna (Vorsitzender 2017–2021)

Die USB gründete im August 2016 (vier Monate vor der Parlamentswahl im Dezember 2016) die landesweit aktive Partei USR. Bei der Parlamentswahl erhielt die neue Partei 8,9 % der Stimmen, 30 der 329 Sitze im Abgeordnetenhaus und 13 von 136 Sitzen im Senat. Die USR unterstützte die Massenproteste gegen Korruption im Februar 2017 sowie im Juni und August 2018. Nicușor Dan gab im Juni 2017 den Parteivorsitz ab. Zu seinem Nachfolger wurde Dan Barna gewählt.

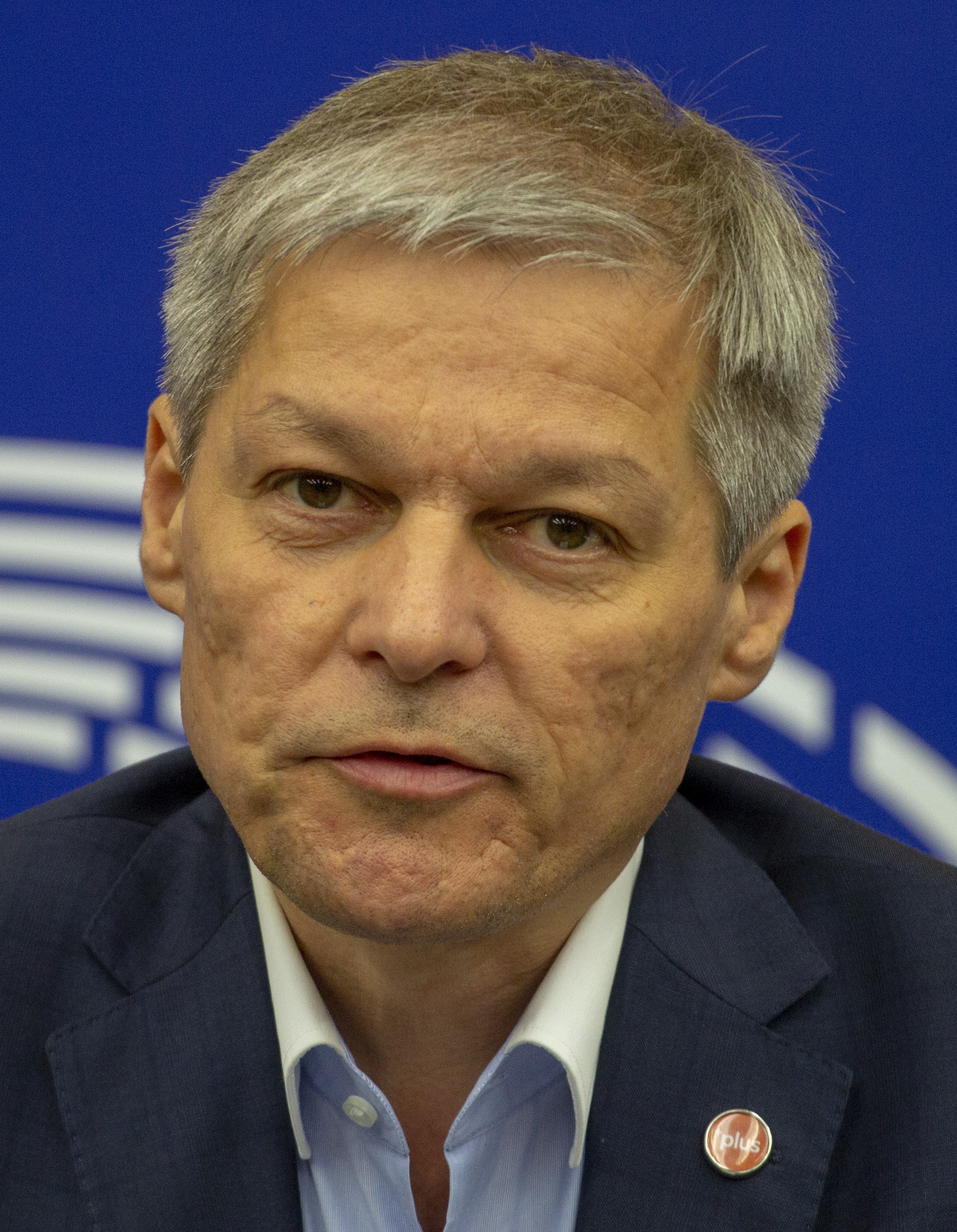
Dacian Cioloș (Vorsitzender 2021–2022)

Zur Europawahl 2019 bildete die USR ein Wahlbündnis mit der Partei Partidul Libertății, Unității și Solidarității (PLUS) des ehemaligen rumänischen Ministerpräsidenten und EU-Kommissars Dacian Cioloș. Dieses Bündnis erhielt zusammen 22,4 % der Stimmen, wodurch USR und PLUS jeweils vier der 32 rumänischen Sitze im Europäischen Parlament bekamen.

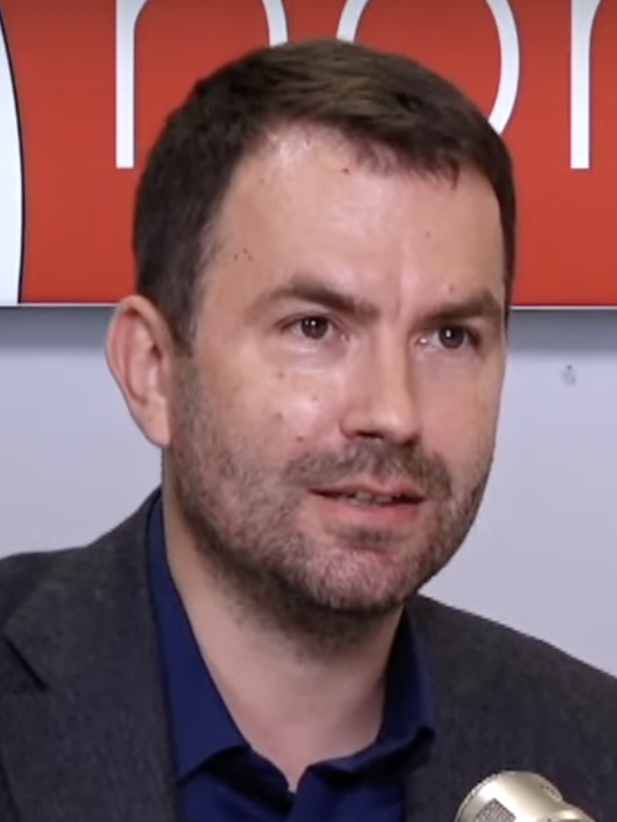
Cătălin Drulă (Vorsitzender 2022–2024)

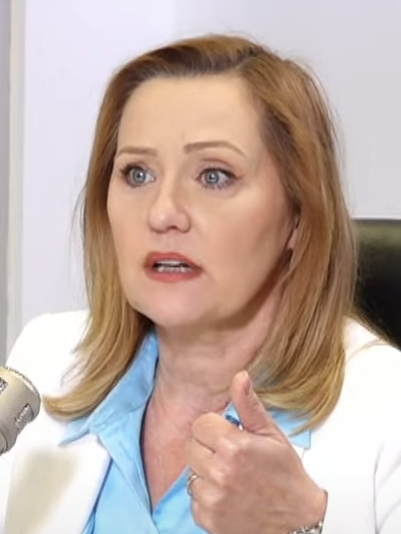
Elena Lasconi (Vorsitzender 2024–2025)

Im September 2020 unterlag der vorherige bereits einmal wiedergewählte Bürgermeister von Timișoara (Temeswar) Nicolae Robu von der Partidul Național Liberal, dem Deutschen Dominic Fritz, der für die USR antrat. Fritz wurde 2024 wiedergewählt.
USR und PLUS traten auch zur Parlamentswahl im Dezember 2020 als Alianța 2020 USR–PLUS gemeinsam an. Sie erhielten zusammen 15,4 Prozent der Stimmen, 55 Sitze im Abgeordnetenhaus und 25 im Senat. Anschließend gingen sie eine Koalition mit der Partidul Național Liberal (PNL) sowie der Demokratischen Union der Ungarn in Rumänien (UDMR) ein und stellten im Kabinett Florin Cîțu sechs Minister. Dan Barna wurde stellvertretender Ministerpräsident. USR und PLUS lehnten jedoch ein von der PNL und Ministerpräsident Florin Cîțu initiiertes Investitionsprogramm für lokale Infrastruktur ab, weil sie befürchteten, dass dadurch Gelder an „lokale Barone“ fließen würden. Nach der Entlassung des Justizministers Stelian Ion (USR) kündigte USR-PLUS die Koalition im September 2020 auf und stellte einen Misstrauensantrag gegen die Regierung Cîțu. Seither sind USR und PLUS wieder in der Opposition.
USR und PLUS beschlossen auf einem Onlinekongress am 15. August 2020 die Fusion der beiden Parteien. Am 16. April 2021 wurden sie nach Genehmigung durch das Berufungsgericht von Bukarest zu einer einzigen Partei verschmolzen. Der Name der Partei wurde zunächst in USR PLUS geändert. Anfang Oktober 2021 wählte ein Parteitag den bisherigen PLUS-Vorsititzenden Dacian Cioloș zum Parteivorsitzenden. Anschließend wurden die 24 Vorstandsmitglieder (Biroul Național) gewählt und der Name der Partei in Uniunea Salvați România (USR) geändert. Am 7. Februar 2022 trat Dacian Cioloș als USR-Vorsitzender zurück, nachdem der Vorstand seine Agenda für parteiinterne Reformen abgelehnt hatte. Cătălin Drulă wurde Interimsvorsitzender. 
Cioloș verließ mit seinen Anhängern die USR und gründete im Mai 2022 die Partei Reînnoim Proiectul European al României (REPER). Zu dieser traten fünf der acht bisherigen USR-Europaparlamentarier über.
Nicușor Dan wurde am 18. Mai 2025 in der Stichwahl der Präsidentschaftswahl zum Präsident Rumäniens gewählt.

## Ausrichtung
Die Politikwissenschaftlerinnen Marina Popescu und Sorina Soare beschrieben die USR 2017 als Protestpartei der unzufriedenen Mittelschicht, die etablierte Parteien als korrupt und unfähig ansieht. Zu einigen wichtigen politischen Themen beziehe die Partei bewusst keine Stellung. Ihre Kandidaten kommen oftmals aus der Geschäftswelt und der Zivilgesellschaft und vertreten unterschiedliche ideologische Tendenzen.
Der Schwerpunkt des Programms liegt auf der Korruptionsbekämpfung. Die USR unterstützt die Arbeit der Nationalen Antikorruptionsbehörde (DNA). Sie wandte sich entschieden gegen Versuche der bis 2019 regierenden Koalition aus PSD und ALDE, mittels „Notverordnungen“ (ordonanță de urgență) das Strafgesetzbuch und die Strafprozessordnung abzuändern und so Korruptionsverdächtige zu schützen.
Darüber hinaus beschrieb der Parteivorsitzende Dan Barna die Position der USR als „im Allgemeinen (…) mitte-rechts“, insbesondere was Wirtschaftspolitik betrifft, während sie in gesellschaftspolitischen Fragen in der Mitte stehe. Die Partei habe auch Wurzeln im Umweltschutz, insbesondere im Engagement gegen die Wiederaufnahme des Goldbergbaus in Roșia Montană. Sie wolle sich aber nicht als grüne Partei bezeichnen, weil solche meist als eher links wahrgenommen würden. In der Frage der LGBT-Rechte positioniert sie sich nicht eindeutig: Einerseits sieht sie die Zeit für die Einführung der gleichgeschlechtlichen Ehe in Rumänien noch nicht gekommen. Andererseits boykottierte sie die Volksabstimmung im Oktober 2018, mit der die Coaliția pentru Familie („Koalition für die Familie“) in der Verfassung festschreiben wollte, dass eine Ehe nur zwischen Mann und Frau geschlossen werden kann.
Auf europäischer Ebene gehört die USR seit 2019 der Allianz der Liberalen und Demokraten für Europa (ALDE) an. Zuvor hatte die rumänische ALDE-Partei von Călin Popescu-Tăriceanu die Europapartei auf Drängen von Guy Verhofstadt verlassen. Die USR hatte es abgelehnt, zum gleichen Zusammenschluss zu gehören wie die rumänische ALDE, die sie für korrupt hält. Laut Dan Barna ist die USR am ehesten mit der Partei La République en Marche (LREM) des französischen Präsidenten Emmanuel Macron zu vergleichen. Im europäischen Parlament gehört sie der Fraktionsgemeinschaft Renew Europe an, die von der bisherigen ALDE-Fraktion, der französischen LREM und dem rumänischen Bündnis USR-PLUS gebildet wurde.

## Vorsitzende
- Nicușor Dan (28. Juli 2016 – 1. Juni 2017)
  - Elek Levente (kommissarisch: 1. Juni 2017 – 28. Oktober 2017)
- Dan Barna (28. Oktober 2017 – 1. Oktober 2021)
- Dacian Cioloș (1. Oktober 2021 – 7. Februar 2022)
  - Cătălin Drulă (kommissarisch: 7. Februar 2022 – 10. Juli 2022)[20]
- Cătălin Drulă (10. Juli 2022 – 10. Juni 2024)[21]
  - Dominic Fritz (kommissarisch: 10. Juni 2024 – 26. Juni 2024)
- Elena Lasconi (26. Juni 2024 – 5. Mai 2025)[22]
  - Dominic Fritz (kommissarisch: 5. Mai 2025 – 13. Juni 2025)[23]
- Dominic Fritz (seit 13. Juni 2025)